# سیارک ۲۷۲۸
سیارک ۲۷۲۸ (به انگلیسی: 2728 Yatskiv، نامگذاری:1979ST9) دو هزار و هفتصد و بیست و هشتمین سیارک کشف شده‌است که در ۲۲ سپتامبر ۱۹۷۹ کشف شد.
قدر مطلق سیارک برابر ۱۲٫۴۰ است.